# Cetkovice
Cetkovice (en allemand : Zetkowitz) est une commune du district de Blansko, dans la région de Moravie-du-Sud, en République tchèque. Sa population s'élevait à 761 habitants en 2020.

## Géographie
Cetkovice se trouve à 5 km au sud-est de Velké Opatovice, à 25 km au nord-nord-est de Blansko, à 44 km au nord-nord-est de Brno et à 174 km à l'est-sud-est de Prague.
La commune est limitée par Velké Opatovice et Uhřice au nord, par Horní Štěpánov à l'est, par Šebetov et Světlá au sud, et par Borotín à l'ouest.

## Histoire
La première mention écrite de la localité date de 1160.